# Simulium damnosum
Simulium damnosum es una especie de insecto del género Simulium, familia Simuliidae, orden Diptera.
Fue descrita científicamente por Theobald, 1903.
La larva se alimenta de materia orgánica disuelta en el agua. Llega a medir 5.5 to 9.5 mm, tiene forma de gusano alargado. Tiene pseudopatas en el aabdomen. La hembra adulta mide 0.20 mm.Toma sangre y puede transmitir filariasis a los humanos. Se encuentra en regiones tropicales y templadas de África